# 트리트 미 라이크 파이어
《트리트 미 라이크 파이어》(프랑스어: Joueurs, 영어: Treat Me Like Fire)은 2018년 7월에 개봉한 프랑스의 로맨스, 범죄, 드라마 영화이다. 마리 몽쥬가 감독을, 로맹 콤핑과 줄리앙 게타 그리고 마리 몽쥬가 각본을 맡았다.
프랑스에서는 2018년 7월 4일에 개봉되었으며, 부산국제영화제에서는 2018년 10월 7일에, CGV 아트하우스에서는 2018년 11월 15일부터 2018년 11월 28일까지 진행된 프렌치 시네마 투어의 기획전으로 아트하우스관이 있는 전국 CGV에서 상영되었다.

## 줄거리
그녀-엘라, 그-아벨을 만나고 난 후 그녀의 삶이 갑자기 바뀌었다. 종잡을 수 없는 상대에게 빠져버린 그녀는 그를 통해 파리의 지하 도박 세계와 같은 아드레날린과 돈이 넘쳐나는 신세계를 발견하게 된다.
도박 때문에 위기에 처한 그를 위해서 파리의 도박 세계에 뛰어든 그녀는 그보다 더 대담한 도박에 가담한다. 단순한 내기에서 시작되어 불처럼 사랑하게 된 엘라와 아벨, 그들 사랑의 끝은 어디일까?

## 출연진
- 타하르 라힘 - 아벨 역
- 스테이시 마틴 - 엘라 역
- 브루노 월코위치 - 이보 역
- 카림 르클로 -  나심 역